# Titan (grúa)
Titan fue una grúa flotante que operó en el puerto de Sídney desde 1919 hasta 1991. Se fabricó en Carlisle (Reino Unido) y se envió al astillero de Cockatoo Island (Sídney) para su ensamblaje antes de entrar en servicio en la Marina Real Australiana (RAN).
Tras ser declarada excedente, la grúa pasó a ser propiedad del astillero de Cockatoo Island, que la explotó hasta su cierre en 1991. Aunque figuraba en la lista del patrimonio, Titan fue vendida a una empresa singapurense, que autorizó su remolque a Singapur en 1992. Durante el remolque, la barcaza de la grúa se invirtió el 24 de diciembre, y la grúa fue hundida cinco días después.

## Hundimiento

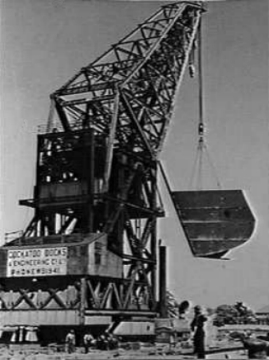
Titan levantando un arco de reemplazo para el USS New Orleans en 1943.

Después del cierre de Cockatoo Island Dockyard en 1991, el gobierno australiano decidió vender la Titan. Inicialmente fue vendida en abril de 1992 a una empresa de Nueva Zelanda, que originalmente tenía la intención de volverla a poner al servicio. Sin embargo, ya no había demanda para los servicios de la grúa en Sidney, y Titan se vendió nuevamente a Wirana Shipping Corporation, con sede en Singapur, en diciembre de 1992. Aunque Titan figuraba en la lista de protección bajo la Ley de Protección del Patrimonio Cultural Mueble de 1986, se aprobó el permiso para exportar la grúa a Singapur con la condición de que regresara a Sidney antes de julio de 1995. La grúa salió del puerto de Sidney el 23 de diciembre de 1992, remolcada por el Rapuhia de Wirana, un antiguo buque investigador. Aunque Rapuhia era físicamente capaz de remolcar la grúa, no estaba registrada y varias certificaciones de seguridad habían caducado o caducado.
Diez minutos antes de las 23:00 horas del 24 de diciembre, los observadores a bordo de Rapuhia sintieron que el barco se sacudía y notaron que las luces de navegación de Titán ya no eran visibles; Una inspección más exhaustiva descubrió que la línea de remolque se había roto y la barcaza se encontró cerca, volcada. El informe oficial afirma que Rapuhia remolcó la barcaza hacia el sur hasta un área adecuada para hundirla, pero varias personas involucradas en la operación de salvamento y hundimiento afirman que el cable de remolque se enrolló alrededor de los ejes de la hélice, y tanto Rapuhia como Titan se desplazaron sin control hasta que los buzos cortaron el cable. El brazo de la grúa se cayó mientras el pontón estaba invertido.
La barcaza fue maniobrada hasta un punto a 2 millas náuticas (3,7 km; 2,3 millas) al sureste de Camden Head. Después de varios días de inspección, se determinó que los restos no podían salvarse y se hicieron planes para hundirlo. Una combinación de un globo de elevación y el corte de agujeros en las sentinas permitió llevar la barcaza desde una posición invertida a aproximadamente 90 grados desde la vertical, antes de ser hundida el 29 de diciembre a las 09:00, hundiéndose en 33 metros. (108 pies) de agua. 31°39′51″S 152°52′24″E / -31.664267, 152.873330 Una investigación posterior realizada por el Departamento de Transportes y Comunicaciones encontró que varios remaches habían fallado en el lado de estribor del pontón, lo que provocó que entrara grandes volúmenes de agua. Esta pérdida de estabilidad, combinada con las condiciones del océano y del agua, más las tensiones del remolque, provocaron que el Titan volcara y zozobrara.